# Эминов, Анар Назим оглы
Анар Назим оглы Эминов (азерб. Anar Nazim oğlu Eminov; род. 1982, Сумгаит) — ректор Мингечевирского государственного университета (с 2025).

## Биография
Родился в 1982 году в г. Сумгаит. В 1999 году окончил Сумгаитский лицей технических и естественных наук.
В 2003 году окончил Азербайджанский государственный экономический университет по специальности «Международная торговля».
В 2004 году окончил Эгейский университет (Турция).
В 2006 году окончил магистратуру Университета Докуз Эйлюль по специальности «Управление международным бизнесом». 
С 2003 по 2006 год являлся руководителем Азербайджанского маркетингового общества по Турции.
В 2007 году дистанционно окончил Институт международной торговли по специальности «Электронная коммерция».
В 2010 году окончил Западный университет по специальности «Юриспруденция».
В 2012 году в НИИ экономических реформ при Министерстве экономического развития Азербайджана защитил диссертацию по специальности «Мировая экономика». Получил степень доктора философии по экономике.
С 2016 года — доцент.
В 2020 году окончил докторантуру Азербайджанского университета туризма и менеджмента по специальности «Отраслевая экономика».
С 2023 года являлся заведующим отделом исследований и развития, позднее — директором Института высшего образования Азербайджанского технического университета.
Ректор Мингечевирского государственного университета (с 9 апреля 2025).
Сфера научных интересов — «эффективность инвестиционного проекта, ориентированного на социальные сферы». 
Автор около 200 научных статей, 5 учебных пособий, 1 монографии.

## Некоторые публикации
- «Азербайджан: глобализация экономики и международное финансовое сотрудничество». Российское предпринимательство. стр. 193-198, 2011
- «The Role of Education in Organization and Development of Economics in Azerbaijan» (в соавторстве). Academic Journal of Economic Studies 4, 45-50, 2018
- «The impact of the oil price fluctuations on the agrarian policy in Azerbaijan» (в соавторстве). Academic Journal of Economic Studies 3 (2), 88-96, 2017
- «The Dependence of Personnel Potential on Social Investment. The Case of the Tourism Sector» (в соавторстве). Expert Journal of Economics 6 (2), 2019
- «Econometric Analysis of Dynamics of Personnel Training in Tourism Sphere» (в соавторстве).Turkish Journal of Computer and Mathematics Education 12 (6), 1389-1396, 2021